# Андаргачью Тсидж
Андаргачью Тсидж (амх. አንዳርጋቸው ጽጌ; 9 февраля 1955, Аддис-Абеба), он же Энди Тсидж (иногда — Андаргачью (Энди) Тседж) — эфиопский политик, участник гражданской войны против режима ДЕРГ и протестного движения против режима НФОТ. В конце 1970-х — активист Эфиопской народно-революционной партии. В 2008 — один из основателей Ginbot 7. В 2014 арестован в Йемене, доставлен в Эфиопию и заключён в тюрьму. Эфиопская оппозиция и правозащитные организации мира вели кампанию за его освобождение. В 2018 году был помилован.

## Происхождение и образование
Родился в многодетной семье учительницы. С детства был воспитан в духе взаимопомощи, симпатий к обездоленным, национального патриотизма, почитания традиций Теодроса II и Менелика II.
Окончив школу поступил в Университет Хайле Селассие, учился на электротехника. Активно участвовал в студенческом движении. Друзьями Андаргачью Тсиджа были Берхану Нега и Мелес Зенауи.

## Вооружённая оппозиция и первая эмиграция
После свержения эфиопской монархии в сентябре 1974 вступил в марксистскую Эфиопскую народно-революционную партию (ЭНРП). Участвовал в подпольной борьбе против марксистско-ленинской диктатуры ДЕРГ. Потерял брата во время Красного террора. При поражении вооружённых формирований ЭНРП вынужден был эмигрировать. Через Судан перебрался в Великобританию.
В 1979 получил британское гражданство. Изучал философию в Университете Гринвича. Защитил диссертацию по философскому наследию Канта.

## Протестная оппозиция и вторая эмиграция
После свержения режима Менгисту Хайле Мариама Энди Тсидж вернулся в Эфиопию. Первоначально он был активным сторонником РДФЭН. Но к 1993 он полностью разочаровался в политике правительства Мелеса Зенауи — прежде всего из-за нарушений прав человека и этнической ориентации правящего НФОТ на тиграи. В 1997 Тсидж вновь уехал в Великобританию. Публиковал статьи с резкой критикой эфиопских властей.
Вернувшись в 2005, Энди Тсидж вместе с Берхану Негой присоединился к Коалиции за единство и демократию (КЕД) на парламентских выборах. Издал книгу Борец за свободу, который не знает свободы. Был одним из лидеров движения против фальсификации выборов, переросшего в массовые протесты, жёстко подавленные властями (погибло от 100 до 200 человек). В июне 2005 года арестован и заключён в тюрьму.
Освобождён в 2007. Снова эмигрировал в Лондон, где развернул кампанию протестов против режима Зенауи. Возглавлял зарубежное представительство КЕД. Выступал в Конгрессе США и Комитете по правам человека Евросоюза. Организовывал акции эфиопской диаспоры за освобождение эфиопских политзаключённых.

## Снова в вооружённой оппозиции
14 мая 2008 Энди Тсидж и Берхану Нега объявили о создании движения Ginbot 7 — ግንቦት 7. Политическая декларация принята на заседании руководящего совета 26 ноября—30 ноября 2008. Тсидж был избран генеральным секретарём и приступил к созданию вооружённых формирований на эритрейской территории.
Целью новой организации заявлено свержение правящего режима РДФЭН всеми методами гражданского сопротивления, от мирных протестов до вооружённой борьбы. Идеология и программа во многом воспроизводят лево-демократические установки ЭНРП: свобода, демократия, социальная справедливость. Особый акцент делается на равенстве прав граждан независимо от партийной принадлежности и национальности.
24 апреля 2009 правительство Зенауи объявило о раскрытии заговора с целью государственного переворота. Были арестованы десятки активистов Ginbot 7. 22 декабря 2009 Андаргачью Тсидж, Берхану Нега и трое их соратников, также находящихся в эмиграции, были заочно приговорены к смертной казни — по обвинению в терроризме, попытке государственного переворота и преступных связях с Эритреей. Несколько десятков их соратников получили длительные сроки заключения. Ginbot 7 объявлен в Эфиопии «террористической организацией».
7 ноября 2013 командование Ginbot 7 сообщило, что служба безопасности пресекла попытку убийства эфиопскими спецслужбами группы политических лидеров и полевых командиров Ginbot 7, в том числе генерального секретаря Тсиджа.

## Арест и защита
23 июня 2014 Андаргачью Тсидж был арестован в международном аэропорту Саны. Сам он назвал арест «замаскированным благословением», поскольку получил шанс отдохнуть. Операцию совместно проводили спецслужбы Йемена и Эфиопии. Выдача Тсиджа совпала с активизацией межгосударственных йеменско-эфиопских отношений.
Оппозиционные организации Эфиопии констатировали, что «террор режима НФОТ не имеет территориальных ограничений» и призвали усилить сопротивление «расистской диктатуре, совершающей похищения людей». (При этом существенно, что в правящий РДФЭН входит не только НФОТ, после смерти Мелеса Зенауи правительство возглавляет представитель ЮЭНДД Хайлемариам Десалень — однако в качестве правящей партии рассматривается именно НФОТ.)

Господин Андаргачью Тсидж, если Вас пытают и убивают за то, во что Вы верите — значит, человек сделал всё, что мог. Значит, Ваша миссия выполнена. Нас тысячи в пустыне Афара, мы разделяем Ваши взгляды, мы готовы усилить борьбу за мультикультуральную и полностью демократическую Эфиопию.

Власти Аддис-Абебы, вы льёте бензин в вулкан афарской пустыни. Будьте готовы к тому, что он извергнется на зону вашего комфорта!

Эфиопы, наш разговор краток! Эра живых трупов должна быть прервана! Присоединяйтесь к нам!

Борцы за свободу народов Афара, командир Мохамед Кадир

Энди Тсидж был доставлен в Эфиопию и заключён в камеру смертников. Местонахождение точно неизвестно, официальных сообщений на этот счёт не делалось. Ему предъявлены прежние обвинения, в том числе терроризм. Обращение в тюрьме таково, что Тсидж выражал пожелание принять смертную казнь — как «более гуманную меру».
Международная правозащита развернула общественную кампанию за освобождение Андаргачью Тсиджа. В феврале 2015 соответствующее заявление — приуроченное к 60-летию Тсиджа — сделали 25 депутатов парламента Великобритании (16 лейбористов, 2 североирландских социал-демократа и лейбориста, 2 либеральных демократа, 2 демократических юниониста, 2 независимых, 1 консерватор).
Материалы в поддержку Энди Тсиджа публикуются и в поэтической форме.

## Освобождение
Был помилован 29 мая 2018 года вместе с несколькими сотнями других заключённых в рамках политики примирения, проводимой занявшим незадолго до этого пост премьер-министра Абием Ахмедом Али.

## Семья
Андаргачью Тсидж женат на британской гражданке эфиопского происхождения Йемсерач Хайлемариам. Имеет сына и двух дочерей, младшие сын и дочь — близнецы.
Является фанатом-болельщиком лондонского ФК Арсенал.